# ماك ويلسون
ماك ويلسون (بالإنجليزية: Mac Wilson)‏ هو لاعب كرة قدم أسترالية أسترالي، ولد في 29 يوليو 1922، وتوفي في 9 أكتوبر 1996.

## وصلات خارجية
- ماك ويلسون على موقع AustralianFootball.com (الإنجليزية)
- ماك ويلسون على موقع AFLtables.com (الإنجليزية)